# کازوکی آنزای
کازوکی آنزای (انگلیسی: Kazuki Anzai؛ زادهٔ ۷ اوت ۱۹۹۴) بازیکن فوتبال اهل ژاپن است.
از باشگاه‌هایی که در آن بازی کرده‌است می‌توان به باشگاه فوتبال توکیو وردی اشاره کرد.